# Camille Poulenc
Camille Poulenc, né le 18 juillet 1864 et mort le 9 novembre 1942, est un pharmacien et chimiste français.

## Biographie
Camille Poulenc est l'un des fondateurs des Établissements Poulenc frères. Tout au long de sa vie, il agit pour le rapprochement du corps scientifique et des industries en France. Il  œuvre pour que la France soit importante dans l'industrie pharmaceutique.
Fils d'Étienne Poulenc et de Pauline Wittmann, il est le dernier d'une fratrie de quatre enfants. Ses parents sont à la tête de la société Poulenc & Wittman, l'ancêtre des Établissements Poulenc frères. En 1889, il réussit le concours de l'internat de pharmacie des Hôpitaux de Paris puis obtient son diplôme en 1891. En 1893, il devient docteur en sciences physiques grâce à sa thèse sur les chlorures anhydres et cristallisés. Pierre Curie l'associe à ses recherches sur le radium. La même année, il rejoint officiellement ses frères, Gaston Poulenc et Émile Poulenc (père de Francis Poulenc), dans la société familiale des Poulenc.
Il publie les Nouveautés chimiques.
De 1932 à 1936, il est Régent de la Banque de France.
Il a 7 enfants avec Juliette Marcilhacy dont Étienne Poulenc (1894-1991, industriel, officier Ordre national de la Légion d'honneur[style à revoir]) et Pierre Poulenc (1903-2001, docteur en sciences physiques, officier [style à revoir]Ordre national de la Légion d'honneur, membre de l'Académie de pharmacie).

## Sources
- La dynastie pharmaceutique des Poulenc : Luc Anotonin, « Les Poulenc. Entre musique et industrie », Généalogie Magazine ; 2004[3]